# Centre hospitalier Bienne
Le Centre hospitalier Bienne (CHB ; en allemand : Spitalzentrum Biel) est le hôpital public de la population de la région Bienne–Seeland–Jura bernois, situé à Bienne en Suisse.

## Historique
Un premier hôpital a été créé à Bienne en 1415,.
L’hôpital se trouve dès 1445 au Pont du Moulin (Mühlebrücke). Il est déplacé en 1559 dans un cloître construit en 1454-1455. Dans cet hôpital étaient accueillis aussi des pauvres, des orphelins et des personnes âgées. L’hôpital est transféré en 1818 à la rue Basse 45.
En 1930, une clinique pour les patients tuberculeux s’ouvre à l’emplacement Chante-Merle et devient « l’Hôpital Chantemerle » en 1936,. 
En 1999, les établissements autonomes Hôpital régional Bienne et la clinique pour enfants Wildermeth (fondée en 1903,) ont fusionné pour devenir le Centre hospitalier Bienne et ont fondé la société anonyme Centre hospitalier Bienne SA en 2002.
À l’occasion des 600 ans de l’hôpital, en 2016, un court-métrage de fiction est produit qui invite à découvrir l’histoire de l’hôpital.

## Chiffres clés
En 2020, l’hôpital disposait de 228 lits (dont huit à l’unité des soins intensifs) et employait environ 1 742 collaborateurs et collaboratrices, répartis sur 1 266 emplois à plein temps. 66 652 patientes et patients ont été traités en ambulatoire et 12 656 en mode stationnaire[source insuffisante].

## Soins
En tant qu’hôpital de soins aigus, le CHB offre l’ensemble du spectre des soins médicaux de base[réf. nécessaire]. Dans les domaines phares interdisciplinaires, tels que femme et enfant, tumeurs, appareil locomoteur ainsi que cœur, vaisseaux, AVC[C'est-à-dire ?][source insuffisante], le CHB est l'hôpital central de la région Bienne–Seeland–Jura bernois.

## Économie
L’hôpital est un employeurs important dans la région. Environ 1 742 collaborateurs et collaboratrices (1 266 à plein temps en 2020) et 215 apprenants par année y travaillent dans 40 professions.
Le canton de Berne et la Fondation de la clinique Wildermeth participent au capital actions.

## Filmographie
- [vidéo] « « 600 ans de l’hôpital de Bienne », court-métrage de Romana Lanfranconi, Voltafilm GmbH, 2015, 8 min 30 », sur YouTube